# Medusablennius chani
Medusablennius chani es una especie de pez de la familia Blenniidae en el orden de los Perciformes.

## Hábitat
Es un pez de mar.